# Raising Hell
«Raising Hell» (укр. Здіймання пекла) — це композиція валлійського металкор-гурту Bullet for My Valentine з їх п'ятого студійного альбому «Venom». Продюсером виступив Колін Річардсон та Карл Бовд.

## Про сингл
Композиція була випущена 18 листопада 2013, як промо-сингл для демонстрації звучання майбутнього матеріалу гурту. Пізніше, пісня увійшла до подарункового видання альбому. На цей трек було відзнято музичний відеокліп. Також це останній студійний запис для Джейсона Джеймса у складі гурту, у лютому 2015 він покинув гурт.

## Список композицій
| Промо-сингл | Промо-сингл    | Промо-сингл |
| #           | Назва          | Тривалість  |
| ----------- | -------------- | ----------- |
| 1.          | «Raising Hell» | 4:33        |

## Позиції у чартах
| Чарти (2013)                                             | Найвища позиція |
| -------------------------------------------------------- | --------------- |
| Велика Британія Rock and Metal (Official Charts Company) | 3               |

## Учасники запису
Інформація про учасників запису запозичена з сайту AllMusic:
- Меттью Так — вокал, ритм-гітара
- Майкл Педжет — гітара, беквокал
- Джейсон Джеймс — бас-гітара, вокал
- Майкл Томас — барабани